# Consejería de Educación y Empleo
La Consejería de Educación y Empleo es una consejería que forma parte de la Junta de Extremadura. Su actual consejera y máximo responsable es Esther Gutiérrez Morán. Esta consejería aúna las competencias autonómicas en materia de política educativa y formación, educación universitaria, trabajo y políticas de empleo.
Tiene su sede en la Avenida de Valhondo de la capital extremeña, dentro del Complejo Administrativo de Mérida III Milenio.

## Estructura Orgánica
- Consejera: Esther Gutiérrez Morán
- Secretaría General
  - Servicio de Recursos Humanos
  - Servicio de Gestión Patrimonial y Contratación
  - Servicio de Gestión Económica
  - Servicio de Asuntos Jurídicos
  - Servicio Regional de Obras y Proyectos
  - Servicio de Equipamiento
- Secretaría General de Educación
  - Servicio de Coordinación Educativa
  - Servicio de Inspección General y Evaluación
  - Servicio de Ordenación Académica y Planificación de Centros Educativos
  - Servicio de Programas Educativos y Atención a la Diversidad
  - Servicio de Tecnologías de la Educación
  - Servicio de Innovación y Formación del Profesorado
  - Servicio de Evaluación y Calidad Educativa
  - Delegación Provincial de Badajoz
  - Delegación Provincial de Cáceres
- Dirección General de Personal Docente
  - Servicio de Administración de Personal Docente
  - Servicio de Nóminas de Personal Docente
  - Servicio de Salud y Riesgos Laborales en Centros Educativos
- Dirección General de Formación Profesional y Universidad
  - Servicio de Formación Profesional Reglada
  - Servicio de Enseñanzas de Personas Adultas y a Distancia
  - Servicio de Universidad e Investigación
- Secretaría General de Empleo
- Dirección General de Trabajo
  - Servicio de Trabajo y Sanciones
  - Servicio de Seguridad y Salud en el Trabajo
  - Unidad de Mediación, Arbitraje y Conciliación de Badajoz
  - Unidad de Mediación, Arbitraje y Conciliación de Cáceres

## Organismos dependientes
- Servicio Extremeño Público de Empleo
- Ente Público de Servicios Educativos Complementarios
- Consejo Escolar de Extremadura